# Douai
Douai (in historische context in het Nederlands: Dowaai) is een stad in het Franse Noorderdepartement, zo'n 50 km ten zuiden van Kortrijk en ca. 40 km ten zuidoosten van Rijsel. De gemeente telde 39.833 inwoners op 1 januari 2022.

## Geschiedenis
In de 16e eeuw was Dowaai een van de belangrijkste steden in de Nederlanden. In 1667 werd ze ingenomen door Frankrijk en in de 19e eeuw verloor ze aan betekenis ten voordele van het nabije Rijsel.

### Wapen
Het wapen van de stad is volledig keel; het bevat geen stukken.

### Vlaamse tijd
Douai werd voor het eerst vermeld in 930, als Duacum. Al omstreeks 950 lag er een grafelijke burcht. In deze tijd kwam het stadje te liggen aan de Scarpe, dankzij de verbinding van de Atrechtse en de Dowaaise Scarpe. Dit vergrootte het debiet van de Dowaaise Scarpe enorm en dus werd Dowaai beter bereikbaar per boot, wat de economie bevorderde.
Dowaai werd tevens hoofdplaats van een der drie kasselrijen in Rijsels-Vlaanderen. Hoewel deze streek in de 12e eeuw Franstalig was, waren de inwoners Vlaamsgezind; in de aanloop van de Guldensporenslag van 1302 riep men er "Tos Flamens, tos Flamens estons! Par Dieu, Fouquart, por nient en parleis, car tos summes et serons Flamens!" ("Wij zijn allen Vlamingen, Fouquaert, en wij zullen Vlamingen blijven ongeacht welke taal we spreken!")
Met het Verdrag van Pontoise (1312) stond het graafschap Vlaanderen Rijsels- of Waals-Vlaanderen af aan Frankrijk, maar het gebied keerde al in 1369 terug naar Vlaanderen door het huwelijk tussen Margaretha van Male en Filips de Stoute. De Vlaamse en Habsburgse overwinning onder leiding van de aartshertog Maximiliaan van Oostenrijk van 1479 in de Slag bij Guinegate werd er uitbundig gevierd; dit is de oorsprong van de jaarlijkse optocht van de stadsreuzen, plaatselijk Gayants genoemd.
Filips II van Spanje stichtte in 1562 de Universiteit van Dowaai, de tweede in de Zeventien Provinciën na de Universiteit Leuven. Ze werd een bolwerk van de contrareformatie. Dowaai nam daarom deel aan de Unie van Atrecht (1579), die gedurende de Tachtigjarige Oorlog de partij van de koning koos. In Dowaai lag ook een abdij voor Schotse jezuïeten.
De Dowaaise jezuïeten brachten in 1573 de Congregatie der Heilige Maagd (gesticht te Rome in 1563) naar Dowaai. De Mariaverering verspreidde zich weldra over alle colleges en via oud-studenten ook onder de bevolking. In 1614 stichtten de Dowaaise jezuïeten een college in Namen. Een ander belangrijk klooster was dat van Engelse benedictijnse nonnen. Het werd opgericht in 1607 door de abt van de abdij van Sint-Vaast. In 1613 ontving het, op aanbeveling van het aartshertogelijk hof, de Engelse recollecten. Verder trof men er Britse kloosters aan zoals te Rijsel.

### Franse tijd
Tijdens de Devolutieoorlog werd Dowaai ingenomen door Lodewijk XIV van Frankrijk (6 juli 1667). De Vrede van Aken (1668) liet de stad aan Frankrijk. Onder leiding van Vauban werd ze uitgebouwd tot vestingstad, met onder meer een arsenaal, kazernes en een kanonnengieterij. Spoedig werd een nieuw hooggerechtshof opgericht, het Parlement de Flandre (Parlement van Vlaanderen), dat vanaf 1713 in Dowaai zetelde. Nog altijd bevindt er zich een hof van beroep.
Gedurende de Spaanse Successieoorlog bereikten Brits-Staatse troepen Dowaai (1710). De stad werd ingesloten op 4 mei en gaf zich op 25 juni over. Ook Betun, Ariën-aan-de-Leie en Papingem werden ingenomen. Al deze plaatsen werden bij de Vrede van Rastatt (1714) echter weer afgestaan aan Frankrijk. 
Bij de oprichting van het Noorderdepartement werd Dowaai de hoofdplaats (1790), maar deze functie moest het al snel afstaan aan Rijsel (1803). Wel behield het zijn hof van beroep. Ook de universiteit verhuisde naar Rijsel (1887). De stadsomwalling werd grotendeels afgebroken. Tijdens de 19e eeuw vestigden zich er belangrijke industrieën waaronder de steenkoolwinning. De wereldoorlogen vernielden veel gebouwen.

### Recente geschiedenis
In maart 2015 werden de kantons van Douai, waar de gemeente daarvoor was opgedeeld, opgeheven. Douai werd in zijn geheel de hoofdplaats van een nieuw kanton Douai.

## Geografie
De oppervlakte van Douai bedroeg op 1 januari 2022 16,88 vierkante kilometer; de bevolkingsdichtheid was toen 2.359,8 inwoners per km². 
De stad ligt aan de snelweg Lens-Valenciennes en het Kanaal Duinkerke-Schelde. De rivier de Scarpe stroomt door de stad. 
De onderstaande kaart toont de ligging van Douai met de belangrijkste infrastructuur en aangrenzende gemeenten.

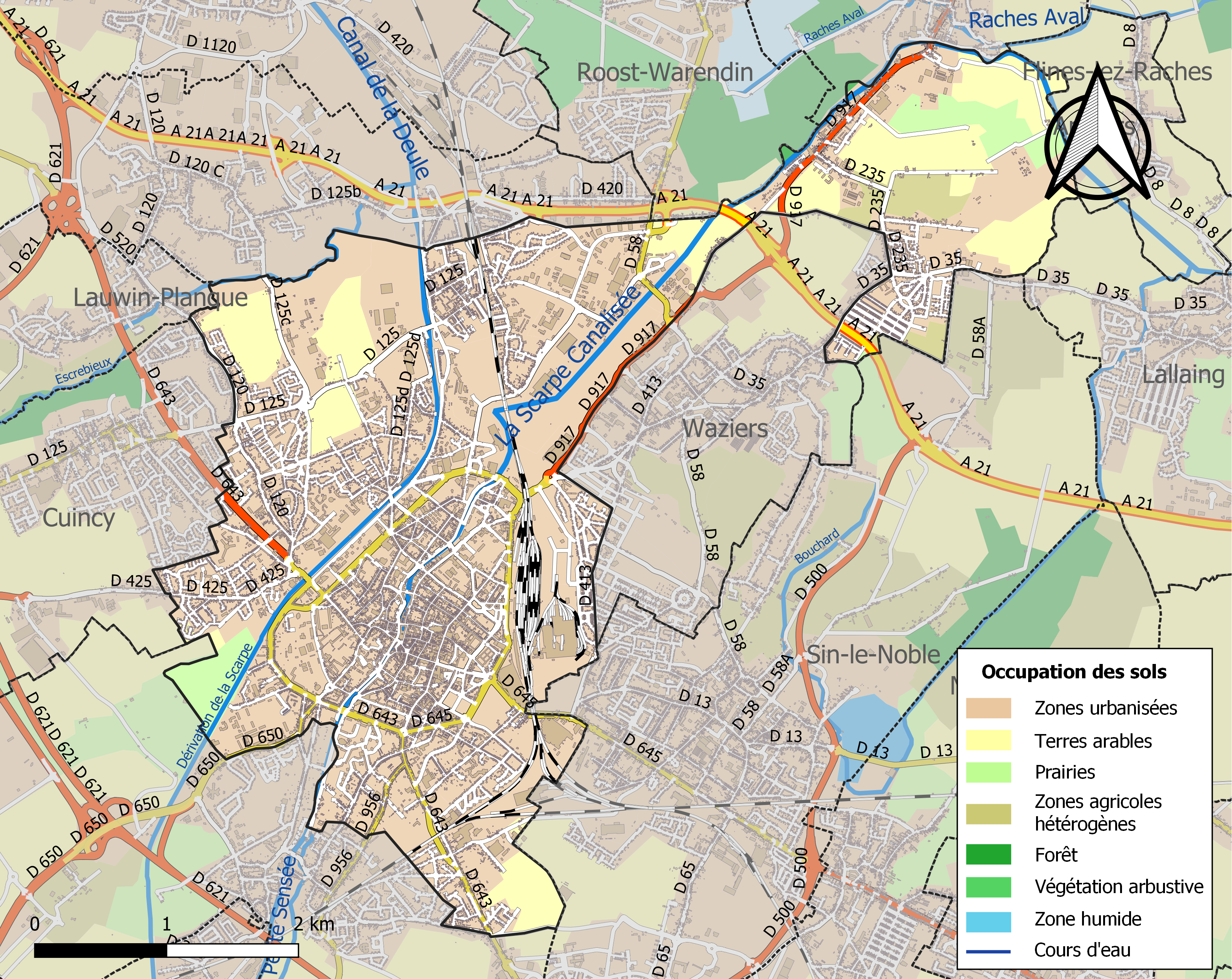

## Demografie
De onderstaande figuur toont het verloop van het inwonertal (bron: INSEE-tellingen).

## Bezienswaardigheden
De oude gebouwen in het centrum (belfort, kerken, herenhuizen) staan in contrast met arbeiderswijken.
Bezienswaardigheden zijn:
- Belfort van Douai. De toren is 61 meter hoog en bevat een beiaard met 62 klokken.
- Kerk Notre-Dame (12e-15e eeuw). Dit is de oudste kerk van de stad. Ze onderging zware schade tijdens de Tweede Wereldoorlog en de restauratie duurde tot 1980.
- Kapittelkerk Saint-Pierre. Dit is de grootste kerk van de stad en ze is deels gotisch, deel classicistisch. Binnenin zijn er een monumentaal orgel en een grote collectie aan schilderijen.
- Theater (18e eeuw).
- Porte de Valenciennes (1453).
- Hôtel-Dieu. Het voormalig ziekenhuis werd gesticht in 1628 en bleef in gebruik tot 1970, toen het nieuwe ziekenhuis werd geopend.

Verder zijn er verschillende stadspaleizen, zoals het Hôtel du Dauphin (18e eeuw), het Hôtel d'Aoust (begin 18e eeuw) en het Hôtel de la Tramerie (1649). De Place du Marché aux Poissons aan de Scarpe is als plein beschermd als historisch Monument, net als veertien gebouwen aan het plein.
Het Musée de la Chartreuse is gevestigd in het voormalige kartuizerklooster. Hier wordt het Jacobus en Stefanusaltaarstuk bewaard, een groot veelluik dat Jan van Scorel in 1540 schilderde in opdracht van de abdij van Marsenne.

### Afbeeldingen

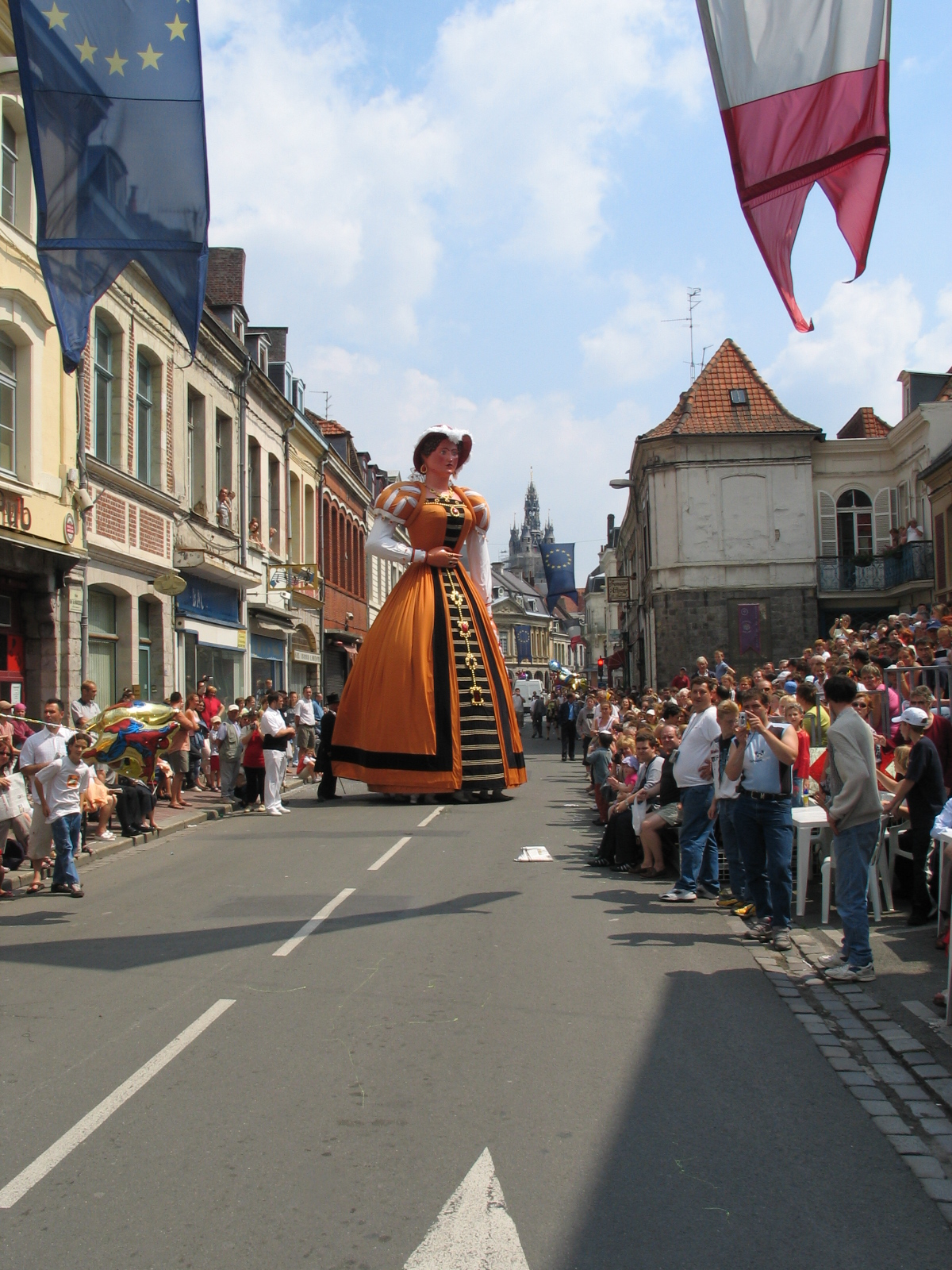
Jaarlijkse reuzenstoet van 10 juli 2005
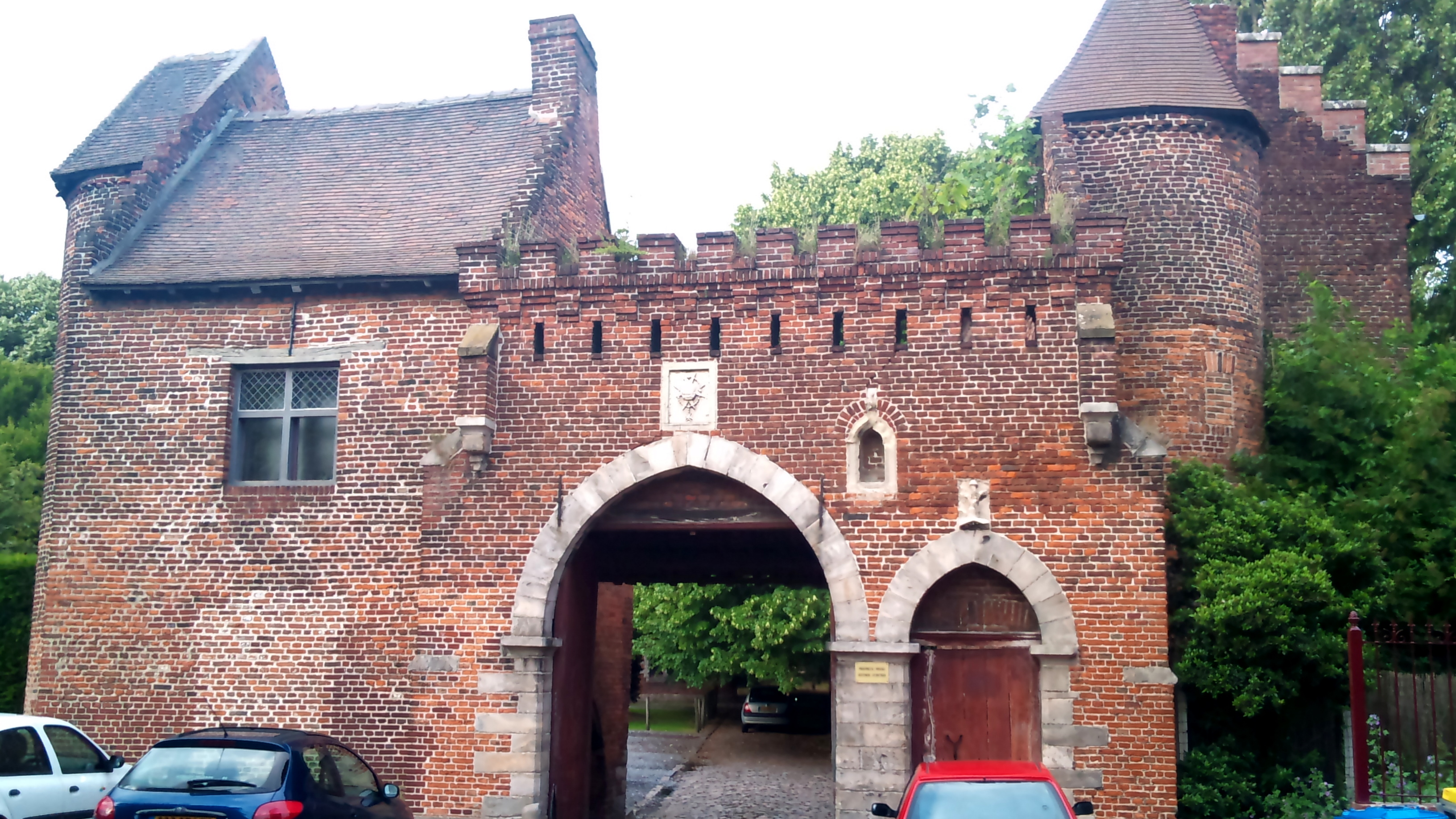
Verblijf der Tempeliers
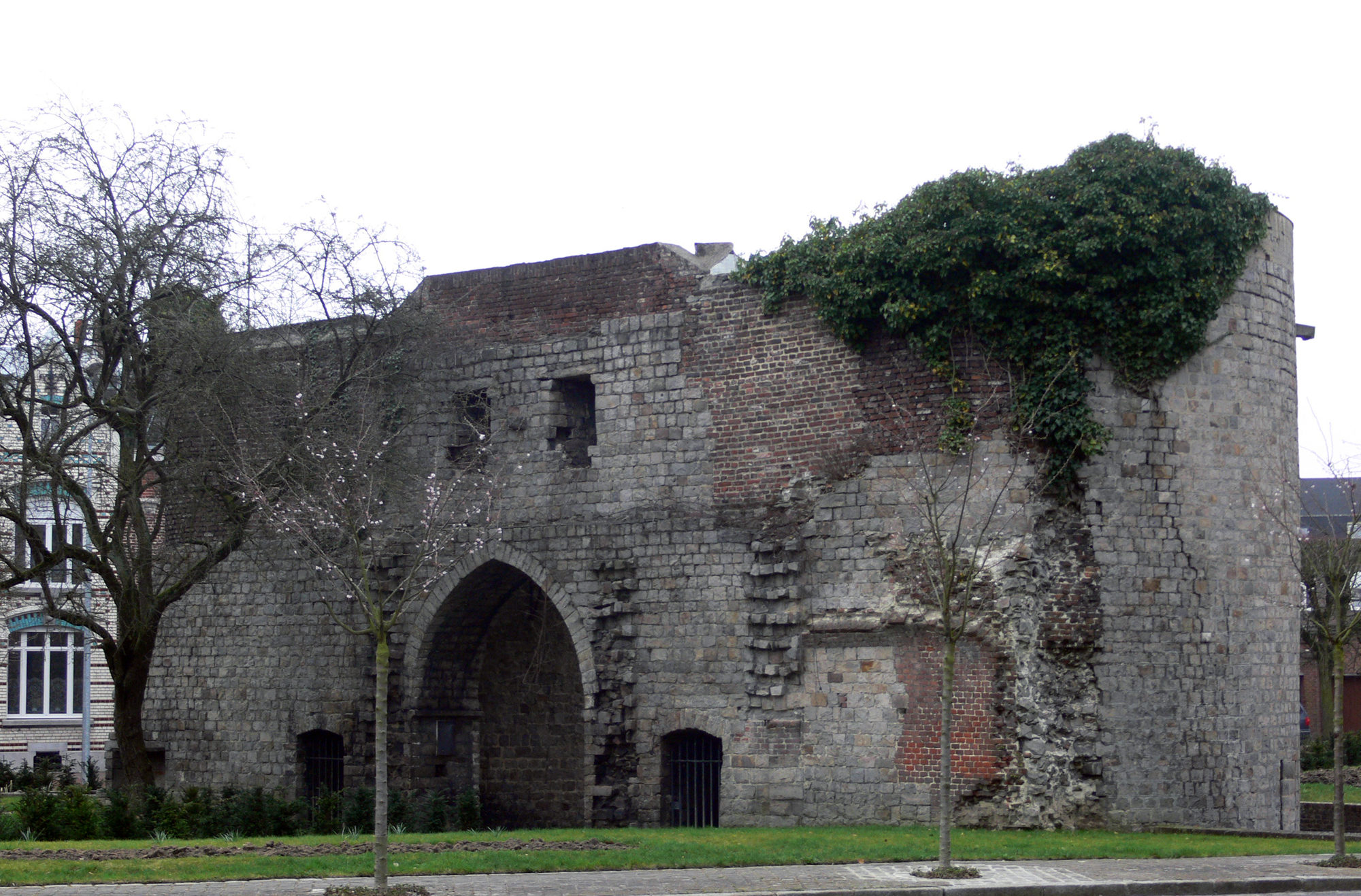
Atrechter Poort
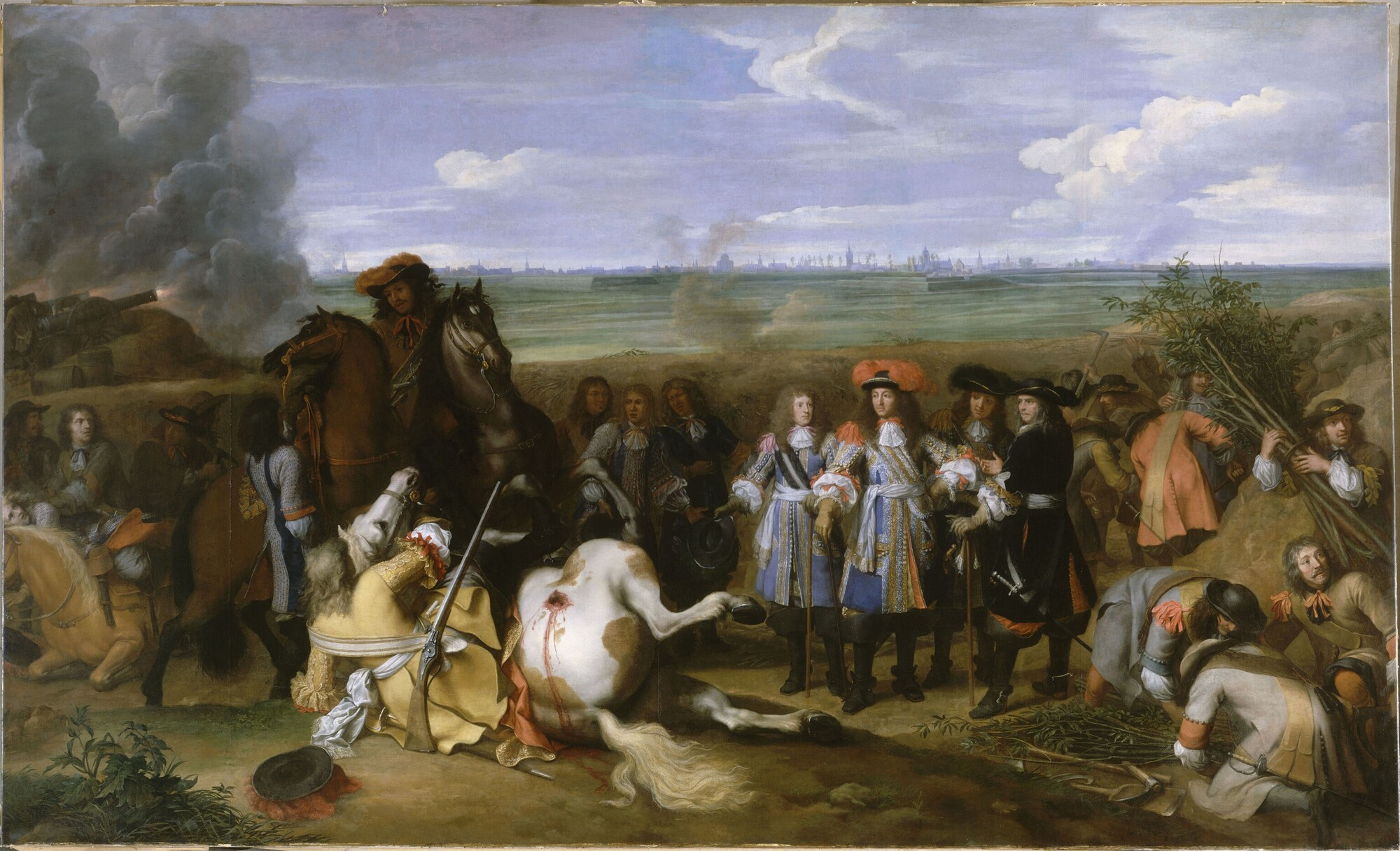
Beleg van Dowaai door Lodewijk XIV, 1667
Plannen voor de versterking van Dowaai
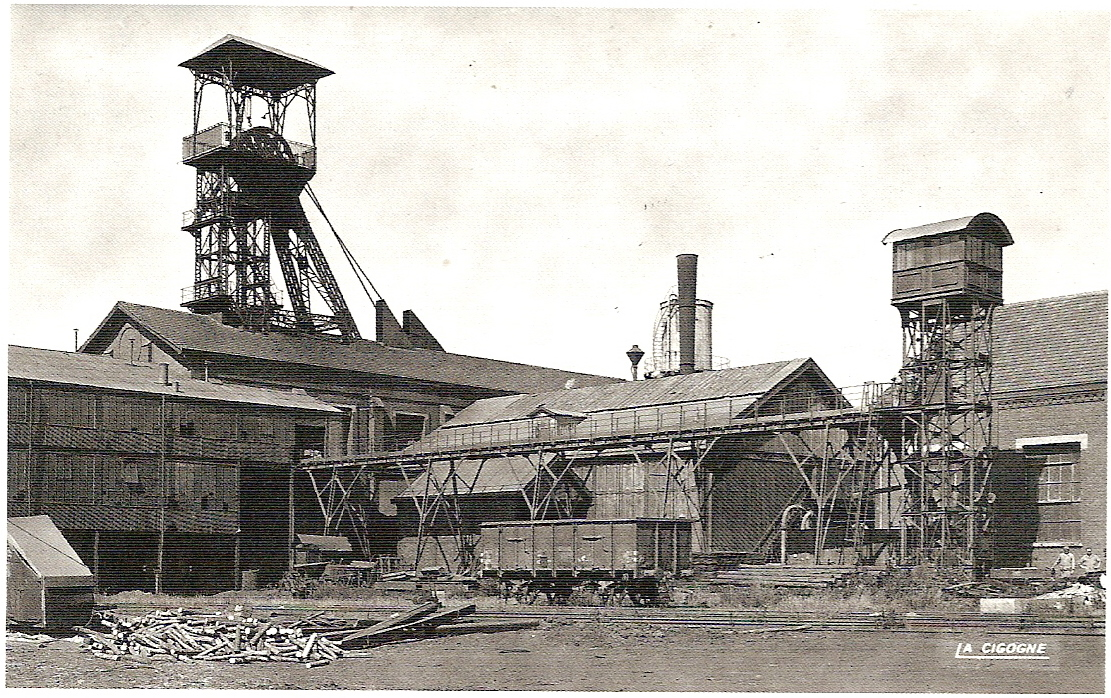
Steenkoolmijn van Dorignies, ca. 1950

## Bekende inwoners van Douai

### Geboren
- Guillaume Caoursin (ca. 1430-1501), schrijver
- Giambologna (1529-1608), beeldhouwer
- Floris van Montmorency (1580-1659), edelman, geestelijke, hoge bestuurder van de jezuïeten in de Nederlanden
- Charles-Alexandre de Calonne (1734-1802), politicus
- Marceline Desbordes-Valmore (1786-1859), dichteres
- Ferdinand Dutert (1845-1906), architect
- Henri-Edmond Cross (1856-1910), pointillistisch kunstschilder
- Charles Catteau (1880-1966), pottenbakker en ontwerper
- Félix Labisse (1905-1982), surrealistisch kunstschilder
- Antoinette Labisse (1908-1992), beeldhouwster
- Christian de Chalonge (1937), film- en televisieregisseur
- Anthony Rokia (1972), wielrenner
- Romain Pitau (1977), voetballer
- Cédric Betremieux (1982), voetballer

### Overleden
- Auguste Baudin (1800-1877), admiraal en koloniaal bestuurder